# Mesura de la paritat

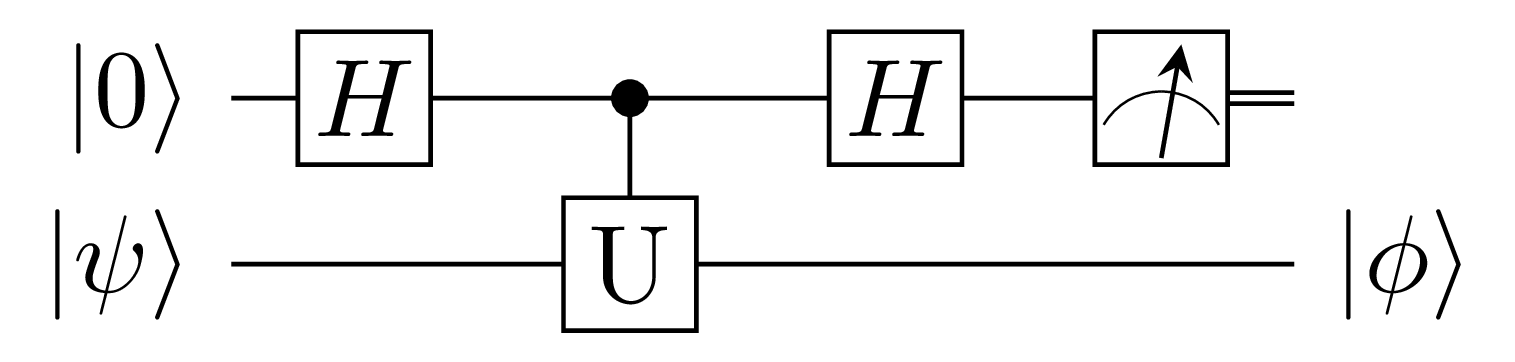
Circuit quàntic que mostra mesura de paritat

La mesura de paritat (també coneguda com a mesura de l'operador) és un procediment en ciència de la informació quàntica que s'utilitza per a la detecció d'errors en qubits quàntics. Una mesura de paritat verifica la igualtat de dos qubits per retornar una resposta vertadera o falsa, que es pot utilitzar per determinar si cal que es produeixi una correcció. Es poden fer mesures addicionals per a un sistema superior a dos qubits. Com que la mesura de paritat no mesura l'estat de bits singulars sinó que obté informació sobre tot l'estat, es considera un exemple de mesura conjunta. Les mesures conjuntes no tenen la conseqüència de destruir l'estat original d'un qubit com ho fan les mesures quàntiques normals. Matemàticament parlant, les mesures de paritat s'utilitzen per projectar un estat en un estat propi d'un operador i per adquirir el seu valor propi.
La mesura de paritat és un concepte essencial de la correcció d'errors quàntics. A partir de la mesura de paritat, es pot aplicar una operació unitària adequada per corregir l'error sense conèixer l'estat inicial del qubit.

## Comprovació de paritat
Un qubit és un sistema de dos nivells, i quan mesurem un qubit, podem tenir 1 o 0 com a resultat. Un correspon a la paritat senar i zero correspon a la paritat. Això és el que és un control de paritat. Aquesta idea es pot generalitzar més enllà dels qubits individuals. Això es pot generalitzar més enllà d'un únic qubit i és útil en QEC. La idea de les comprovacions de paritat a QEC és tenir només informació de paritat de diversos qubits de dades sobre un qubit (auxiliar) sense revelar cap altra informació. Qualsevol unitat es pot utilitzar per a la comprovació de paritat. Si volem tenir la informació de paritat d'una U quàntica observable vàlida, hem d'aplicar les portes U controlades entre el qubit ancilla i els qubits de dades de manera seqüencial. Per exemple, per fer la mesura de comprovació de paritat en la base X, hem d'aplicar portes CNOT entre el qubit ancilla i els qubits de dades seqüencialment, ja que la porta controlada en aquest cas és una porta CNOT (CX).
L'estat únic del qubit auxiliar s'utilitza llavors per determinar la paritat parell o senar dels qubits. Quan els qubits dels estats d'entrada són iguals, es mesurarà una paritat parell, indicant que no s'ha produït cap error. Quan els qubits són desiguals, es mesurarà una paritat senar, que indica un error de captació de bits únic.
Amb més de dos qubits, es poden realitzar mesures de paritat addicionals per determinar si els qubits tenen el mateix valor i, si no, per trobar quin és el valor atípic. Per exemple, en un sistema de tres qubits, primer es pot realitzar una mesura de paritat en el primer i segon qubit, i després en el primer i tercer qubit. Concretament, un és mesurar {\displaystyle Z\otimes Z\otimes I} per determinar si an {\displaystyle X} s'ha produït un error als dos primers qubits i després {\displaystyle Z\otimes I\otimes Z} per determinar si an {\displaystyle X} s'ha produït un error al primer i al tercer qubit.
En un circuit, es prepara un qubit auxiliar al {\displaystyle |0\rangle } estat. Durant el mesurament, es realitza una porta CNOT al bit auxiliar depenent del primer qubit que es comprova, seguida d'una segona porta CNOT realitzada al bit auxiliar depenent del segon qubit que es comprova. Si aquests qubits són els mateixos, les portes CNOT dobles revertiran el qubit auxiliar al seu inicial {\displaystyle |0\rangle } estat, que indica paritat parell. Si aquests qubits no són els mateixos, les portes CNOT dobles alteraran el qubit auxiliar al contrari {\displaystyle |1\rangle } estat, que indica paritat senar. Mirant els qubits auxiliars, es pot realitzar una correcció corresponent.
Alternativament, la mesura de paritat es pot pensar com una projecció d'un estat de qubit en un estat propi d'un operador i per adquirir el seu valor propi. Per al {\displaystyle Z\otimes Z\otimes I} mesura, comprovant el qubit auxiliar a la base {\displaystyle |0\rangle \pm \ |1\rangle } retornarà el valor propi de la mesura. Si el valor propi aquí es mesura com a +1, això indica la paritat parell dels bits sense error. Si el valor propi es mesura com a -1, això indica la paritat senar dels bits amb un error de canvi de bits.

### Exemple
L'Alícia, una emissora, vol transmetre un qubit a Bob, un receptor. L'estat de qualsevol qubit que l'Alice voldria enviar es pot escriure com {\displaystyle a\ |0\rangle +b\ |1\rangle } on {\displaystyle a\ } i {\displaystyle b\ } són coeficients. L'Alice codifica això en tres qubits, de manera que l'estat inicial que transmet és {\displaystyle a\ |000\rangle +b\ |111\rangle }. Després del soroll al canal, l'estat dels tres qubits es pot veure a la taula següent amb la probabilitat corresponent:
| Ststus Qubit                                          | Probabilitat               | Qubits auxiliar              | Correcció                                           |
| ----------------------------------------------------- | -------------------------- | ---------------------------- | --------------------------------------------------- |
| {\displaystyle (a\ \|000\rangle +b\ \|111\rangle )\ } | {\displaystyle (1-p)^{3}}  | {\displaystyle \|00\rangle } | no cal                                              |
| {\displaystyle (a\ \|100\rangle +b\ \|011\rangle )\ } | {\displaystyle p(1-p)^{2}} | {\displaystyle \|11\rangle } | aplicar {\displaystyle \sigma _{x}} al primer qubit |
| {\displaystyle (a\ \|010\rangle +b\ \|101\rangle )}   | {\displaystyle p(1-p)^{2}} | {\displaystyle \|10\rangle } | aplicar {\displaystyle \sigma _{x}} al segon qubit  |
| {\displaystyle (a\ \|001\rangle +b\ \|110\rangle )}   | {\displaystyle p(1-p)^{2}} | {\displaystyle \|01\rangle } | aplicar {\displaystyle \sigma _{x}} al tercer qubit |
| {\displaystyle (a\ \|110\rangle +b\ \|001\rangle )}   | {\displaystyle p^{2}(1-p)} | {\displaystyle \|01\rangle } | aplicar {\displaystyle \sigma _{x}} al tercer qubit |
| {\displaystyle (a\ \|101\rangle +b\ \|010\rangle )}   | {\displaystyle p^{2}(1-p)} | {\displaystyle \|10\rangle } | aplicar {\displaystyle \sigma _{x}} al segon qubit  |
| {\displaystyle (a\ \|011\rangle +b\ \|100\rangle )}   | {\displaystyle p^{2}(1-p)} | {\displaystyle \|11\rangle } | aplicar {\displaystyle \sigma _{x}} al primer qubit |
| {\displaystyle (a\ \|111\rangle +b\ \|000\rangle )\ } | {\displaystyle p^{3}}      | {\displaystyle \|00\rangle } | no cal                                              |

Es pot realitzar una mesura de paritat en l'estat alterat, amb dos qubits auxiliars que emmagatzemen la mesura. En primer lloc, es verifica la paritat del primer i el segon qubits. Si són iguals, a {\displaystyle |0\rangle } s'emmagatzema al primer qubit auxiliar. Si no són iguals, a {\displaystyle |1\rangle } s'emmagatzema al primer qubit auxiliar. Es realitza la mateixa acció comparant el primer i el tercer qubit, amb la comprovació emmagatzemada al segon qubit auxiliar. És important tenir en compte que en realitat no necessitem conèixer l'estat del qubit d'entrada, i podem realitzar les operacions CNOT que indiquen la paritat sense aquest coneixement. Els qubits auxiliars són els que indica quin bit s'ha alterat, i el {\displaystyle \sigma _{x}} L'operació de correcció es pot realitzar segons sigui necessari.

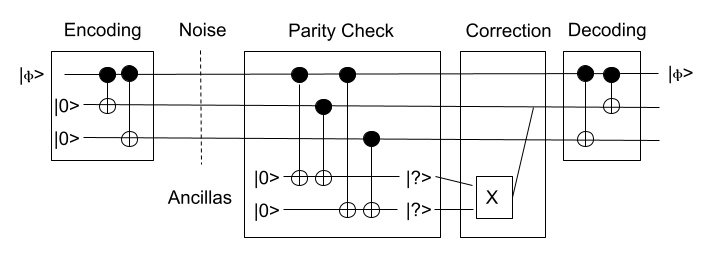
Mesura de paritat en la correcció d'errors quàntics

Una manera fàcil de visualitzar-ho és al circuit anterior. En primer lloc, l'estat d'entrada {\displaystyle |\psi \rangle } es codifica en 3 bits i es realitzen comprovacions de paritat amb la correcció d'errors posterior realitzada en funció dels resultats dels qubits ancilla a la part inferior. Finalment, s'està realitzant la descodificació per tornar a la mateixa base de l'estat d'entrada.

## Experiments i aplicacions
En els experiments, les mesures de paritat no només són un mecanisme per a la correcció d'errors quàntics, sinó que també poden ajudar a combatre les condicions no ideals. Tenint en compte la possibilitat existent d'errors de captació de bits, hi ha una probabilitat addicional d'errors com a resultat de la fuga. Aquest fenomen es deu al fet que els qubits d'alta energia no utilitzats s'emocionen. S'ha demostrat en qubits transconductors superconductors que les mesures de paritat es poden aplicar repetitivament durant la correcció d'errors quàntics per eliminar errors de fuites. Les mesures de paritat repetitives es poden utilitzar per estabilitzar un estat entrellaçat i prevenir errors de fuites (cosa que normalment no és possible amb la correcció d'errors quàntics típic), però el primer grup que ho va aconseguir el 2020. Realitzant comprovacions d'entrellaçat XX i ZZ, que en última instància poden dir si es produeix un error d'inversions X (bit), Y (iXZ) o Z (fase). Els resultats d'aquestes mesures de paritat dels qubits d'ancilla s'utilitzen amb els models de Markov ocults per completar la detecció i correcció de fuites.